# TV Asahi
Tập đoàn TV Asahi (株式会社テレビ朝日 (Chu thức hội xã TV Triều Nhật) Kabushiki-gaisha Terebi Asahi) (TYO: 9409 ), còn gọi là EX và Tele-Asa (テレ朝 Tere Asa), là mạng truyền hình tại Nhật Bản có trụ sở tại Roppongi, Minato, Tokyo, Nhật Bản.